# N-S 79 Hrobka
Samostatný pěchotní srub těžkého opevnění N-S 79 Hrobka byl součástí pevnostního systému předválečné Československé republiky. Srub se nachází nedaleko Dělostřelecké tvrze Dobrošov, severně od osady Polsko, v nadmořské výšce 580 m.  Spolu se sruby N-S 78 Polsko a N-S 71 V Sedle vytvářely zdvojenou linii před pevností Dobrošov. Svým stavebním řešením je tento pěchotní srub unikátem.
Krycí název objektu je odvozen patrně od údajného nálezu kostry vojáka z prusko-rakouské války během výkopových prací při výstavbě srubu.

## Popis objektu
Jedná se samostatný, levostranný, dvoupodlažní pěchotní srub, postaven ve III. stupni odolnosti a lomený vlevo. Srub byl betonován ve dnech 22. listopadu – 1. prosince 1937 firmou Ing. Rudolfa Fryče z Bratislavy. Kubatura betonu dosáhla 1820 m³. Po Mnichovské dohodě Němci vytrhali střílnu hlavní zbraně L1 a všechny zvony. Pro objekt se počítalo s osádkou 29 mužů.
Objekt se nachází blízko vrcholku vysokého kopce, z něhož byl v době stavby skvělý výhled nejen do náchodského údolí, ale i do prostoru za státní hranicí – okolí města Kudowa Zdrój, které mohlo být potenciálním shromaždištěm nepřátelské armády. Z toho důvodu projektanti do tohoto srubu umístili dělostřelecký pozorovací zvon, z něhož by pozorovatelé mohli hlásit cíle dělostřelcům na nedaleké tvrzi Dobrošov. Netradiční je umístění zvonu do středu stropní desky, díky němuž má srub poměrně atypický tvar.
Mimo dělostřeleckého pozorovacího zvonu měl objekt ještě jeden zvon pro lehký kulomet a kopuli pro dvojče těžkých kulometů.
Další zajímavostí a atypickým řešením tohoto objektu je umístění a nasměrování této kopule: Přestože byla umístěna v pravé části objektu, její zbraň měla palebný vějíř téměř ve stejném směru (do předpolí sousedního srubu N-S 81 Lom) jako i střílna pro protitankový kanón pod betonem, tedy ve střelecké místnosti vlevo.

## Historie
Všechny pancéřové prvky (střílna hlavní zbraně, kopule i zvony) byly za německé okupace vytrženy. Z důvodu neobvyklého umístění pozorovacího zvonu byl při tom srub extrémně poškozen. Pozorovací zvon byl totiž vytržen směrem do vnitrozemí a při tom byla zničena velká část týlové stěny srubu.
V roce 2009 armáda převedla pěchotní srub na Klub vojenské historie Náchod, provozovatele muzea v blízkém pěchotním srubu N-S 82 Březinka. Zároveň byly klubu věnovány pozemky pod objektem, patřící soukromé majitelce a Městu Náchod.
KVH Náchod ponechává pěchotní srub Hrobka záměrně neopravený jako ukázku ničení československého opevnění za okupace. Po domluvě je možno zhlédnout jeho interiér. Návštěvníci si zde mohou udělat představu, jak asi vypadal srub Březinka před opravou.

## Výzbroj
Hlavní zbraně na levé straně
- zbraň L1 (protitankový kanón vz. 36 spřažený s těžkým kulometem vz. 37) ve střílně
- zbraň M (dva spřažené těžké kulomety vz.37 ráže 7,92 mm) v pancéřové kopuli

další výzbroj
- 3 zbraně N – lehké kulomety vz. 26 k ochraně střílen hlavních zbraní, týlu objektu a prostoru před vchodem
- 1 lehký kulomet vz. 26 ve zvonu určený k ochraně okolí objektu
- 3 granátové skluzy

## Přístup
- Od vesnice Dobrošov (zastávka MHD, nebo parkoviště Tvrze Dobrošov) pěšky po naučné stezce Pevnost Dobrošov.
- Od Lázní v Náchodě Bělovsi pěšky do kopce po zelené turistické značce a následně po naučné stezce Pevnost Dobrošov.

## Okolní objekty
- N-S 78 Polsko – vpravo, vzdálený 133 m
- N-S 81 Lom – vlevo, vzdálený 333 m
- N-S 80 Jirásek – v týlu, vzdálený 250 m
- N-D-S 73 Jeřáb – v týlu, vzdálený 444 m